# 胡叔廉
胡叔廉（1512年—1560年），字明發，號練溪，江西臨江府新淦縣人，軍籍，明朝政治人物。

## 生平
二十六歲中式嘉靖十六年（1537年）丁酉科江西鄉試第三十五名舉人。嘉靖十七年（1538年）中式戊戌科會試第五十九名，登第三甲第四十二名進士。授浙江临海县知县，二十一年十一月选授刑科給事中，巡视库藏，二十四年八月升户科右，二十五年六月升刑科左，二十七年三月升兵科都，二十八年十一月升應天府府丞，三十年三月升大理寺右少卿，三十一年七月进左少卿，三十五年四月改任南京通政使司右通政，六月升南京光禄寺卿，三十六年三月改北光禄寺卿，四月升大理寺卿，十月以病回籍。归乡三年，嘉靖三十九年卒于家，终年49岁，著作有《谏垣遗稿》。

## 家族
曾祖胡洞徹；祖父胡寬爵；父胡深道，號远山；母敖氏。具庆下。弟胡叔愛。妻弟劉正亨，舉人。